# Бронепотяг № 51 «Грозний месник за загиблих комунарів»
Бронепотяг № 51 «Грозний месник за загиблих комунарів» - бронепотяг РСЧА.

## Історія
На весні 1919 р. бронепотяг № 51 «Грозний месник за загиблих комунарів» діяв в районі Лозової, Харкова та Курська. В жовтні 1920 р. особовий склад бронепотяга особливо відзначився у боях з Польською армією в районі станції Овруч.

## Технічна характеристика
Склад: 1) бронетендер (броньований вагон з запасом дрів та вугілля) з зображенням на ньому п’ятикутної зірки, нижче якої напис російською мовою у 4 рядки  «Р. С. Ф. С. Р. / Броне поезд/ № 51 / Грозний мститель за погибших коммунаров»; 2) бронепаровоз на будці машиніста якого нанесений напис «0-6631»; 3) два броневагона з двома гарматами на кожному.